# Leichtathletik-Weltmeisterschaften 2019/Teilnehmer (Aruba)
| Gelbes Symbol für Goldmedaillen mit stilisierten Olympischen Ringen | Graues Symbol für Silbermedaillen mit stilisierten Olympischen Ringen | Braundes Symbol für Bronzemedaillen mit stilisierten Olympischen Ringen |
| ------------------------------------------------------------------- | --------------------------------------------------------------------- | ----------------------------------------------------------------------- |
| —                                                                   | —                                                                     | —                                                                       |

Der Leichtathletikverband von Aruba nahm an den Leichtathletik-Weltmeisterschaften 2019 in Doha teil. Ein Athlet wurde vom arubanischen Verband nominiert.
Jonathan Busby, der erstmals ein offizielles Rennen über 5000 m bestritt, erlitt eine halbe Runde vor Zielankunft einen Schwächeanfall. Sein Konkurrent Braima Suncar Dabó aus Guinea-Bissau brach seinen Lauf daraufhin ab, um Busby bis ins Ziel zu helfen. Diese Zurschaustellung besonderen Sportsgeistes wurde in der Presse international gewürdigt.

## Ergebnisse

### Männer

#### Laufdisziplinen
| Athlet         | Disziplin | Vorlauf | Vorlauf | Halbfinale | Halbfinale | Finale | Finale |
| Athlet         | Disziplin | Zeit    | Platz   | Zeit       | Platz      | Zeit   | Platz  |
| -------------- | --------- | ------- | ------- | ---------- | ---------- | ------ | ------ |
| Jonathan Busby | 5000 m    | DSQ V   | DSQ V   |            |            | –      | –      |